# 베토벤 하우스
베토벤 하우스(독일어: Beethoven-Haus)은 독일 본에 있는 기념사적, 박물관, 다양한 목적에 기여하는 문화시설이다. 베토벤 하우스 협회가 1889년에 설립하였으며, 작곡가 루트비히 판 베토벤의 삶과 작품에 관한 연구를 하고 있다.